# Dipcadi viride
Dipcadi viride är en sparrisväxtart som först beskrevs av Carl von Linné, och fick sitt nu gällande namn av Conrad Moench. Dipcadi viride ingår i släktet Dipcadi och familjen sparrisväxter. Inga underarter finns listade i Catalogue of Life.